# 거북꼬리
거북꼬리는 한반도 중부 이남 산지의 약간 그늘진 곳에서 나는 여러해살이풀로 높이는 1m이다. 줄기는 한 군데에서 여러 대가 나오며, 사각형으로 붉은빛이 돈다. 잎은 마주나며 난형, 3개의 결각이 있고, 길이 8~20cm이다. 꽃은 암수한그루로 잎겨드랑이에 이삭꽃차례가 달리고, 녹색이며, 꽃자루는 없다. 수꽃이삭은 줄기 밑부분에, 암꽃이삭은 줄기 윗부분에 달린다. 암꽃은 여러 송이가 모여 달리고, 통 모양의 꽃덮이에 싸이며, 암술대는 1개이다. 열매는 수과, 도란형이지만 여러 개가 모여 둥글게 보이며, 겉에 잔털이 있다. 줄기는 섬유용으로 쓰이며 어린잎은 식용할 수 있다.